# Vitaly Janelt
Vitaly Janelt (* 10. května 1998 Hamburk) je německý profesionální fotbalista, který hraje na pozici defensivního záložníka za anglický klub Brentford FC.
Janelt je odchovancem akademií Hamburger SV a RB Leipzig. V roce 2017 prorazil v Bochumi a v roce 2020 se přestěhoval do Anglie do Brentfordu. Zahrál si také v mládežnických německých reprezentacích a byl součástí vítězného týmu na Mistrovství Evropy do 21 let v roce 2021.

## Klubová kariéra
Janelt začínal v Bargfelder SV, do roku 2010 hrál za SSC Hagen Ahrensburg, poté se do roku 2014 připojil k akademii Hamburger SV a následně se připojil k mládežnické akademii RB Leipzig.

### RB Leipzig
V červenci 2016 podepsal pětiletou profesionální smlouvu a začal hrát v rezervním týmu. Janelt se nedokázal prosadit do A-mužstva, a tak v lednu 2017 požádal klub o uvolnění na hostování.

### VfL Bochum
Dne 9. ledna 2017 odešel Janelt na osmnáctiměsíční hostování do druholigové Bochumi. Kvůli zranění nastoupil jen do 20 ligových zápasů během hostování, nicméně 30. května 2018 Bochum aktivovala opci a německý záložník podepsal s klubem tříletou smlouvu.
Janelt si v dubnu 2019 přivodil zranění, které ho vyřadilo ze závěrečných osmi zápasů sezony 2018/19. V sezóně 2019/20 se prosadil do prvního týmu a během sezóny, kterou předčasně ukončila pandemie covidu-19, nastoupil do 24 zápasů.

### Brentford
Dne 3. října 2020 se Janelt přesunul do Anglie, kde podepsal čtyřletou smlouvu s druholigovým klubem Brentford FC za částku okolo 600 000 eur. Janelt v klubu debutoval 17. října 2020 při výhře 2:0 nad Coventry City FC. Během celé sezóny si udržel své místo v sestavě a pomohl Brentfordu k postupu z EFL Championship do nejvyšší soutěže 47 odehranými zápasy a čtyřmi vstřelenými góly.
Dne 13. srpna 2021 debutoval v Premier League proti Arsenalu ve věku 23 let a 95 dní. Svůj první gól v sezoně vstřelil 25. září 2021 při remíze 3:3 s Liverpoolem. Dne 1. dubna 2022 podepsal novou čtyřletou smlouvu. Následující den vstřelil dva góly při výhře 4:1 nad Chelsea.

## Reprezentační kariéra
Vitaly Janelt se zúčastnil Mistrovství Evropy do 17 let a Mistrovství světa do 17 let v roce 2015. Čtyřikrát nastoupil během úspěšné kvalifikace na Mistrovství Evropy 21 let 2021. Janelt nastoupil také do čtyř zápasů na závěrečném turnaji, který Německo vyhrálo.

## Style of play
Janelt je všestranný záložník, který může hrát na různých pozicích ve středu pole. Je známý pro své vynikající přihrávky, technické dovednosti a klid na míči. Janelt má dobrý přehled a dokáže přesně přihrávat na krátkou i dlouhou vzdálenost, což mu umožňuje diktovat tempo hry.

## Statistiky
K 27. únoru 2023
| Klub       | Sezóna  | Liga           | Liga   | Liga | Národní pohár | Národní pohár | Ligový pohár | Ligový pohár | Celkem | Celkem |
| Klub       | Sezóna  | Liga           | Zápasy | Góly | Zápasy        | Góly          | Zápasy       | Góly         | Zápasy | Góly   |
| ---------- | ------- | -------------- | ------ | ---- | ------------- | ------------- | ------------ | ------------ | ------ | ------ |
| VfL Bochum | 2016/17 | 2. Bundesliga  | 7      | 0    | —             | —             | —            | —            | 7      | 0      |
| VfL Bochum | 2017/18 | 2. Bundesliga  | 13     | 0    | 0             | 0             | —            | —            | 13     | 0      |
| VfL Bochum | 2018/19 | 2. Bundesliga  | 9      | 1    | 1             | 0             | —            | —            | 10     | 1      |
| VfL Bochum | 2019/20 | 2. Bundesliga  | 24     | 1    | 0             | 0             | —            | —            | 24     | 1      |
| VfL Bochum | Celkem  | Celkem         | 53     | 2    | 1             | 0             | —            | —            | 54     | 2      |
| Brentford  | 2020/21 | Championship   | 44     | 3    | 1             | 0             | 2            | 0            | 47     | 4      |
| Brentford  | 2021/22 | Premier League | 31     | 4    | 2             | 0             | 2            | 0            | 35     | 4      |
| Brentford  | 2022/23 | Premier League | 23     | 3    | 1             | 0             | 1            | 0            | 25     | 3      |
| Brentford  | Celkem  | Celkem         | 98     | 10   | 4             | 0             | 5            | 0            | 107    | 11     |
| Celkem     | Celkem  | Celkem         | 151    | 12   | 5             | 0             | 5            | 0            | 161    | 13     |

## Ocenění

### Reprezentační

#### Německo U21
- Mistrovství Evropy do 21 let: 2021[23]